# Gesonia dinawa
Gesonia dinawa är en fjärilsart som beskrevs av Bethune-Baker 1906. Gesonia dinawa ingår i släktet Gesonia och familjen nattflyn. Inga underarter finns listade i Catalogue of Life.